# AS Mercede Basket Alghero
Maillots
L'AS Mercede Basket Alghero est un club italien féminin de basket-ball appartenant à la Serie B, la 2e division du championnat italien. Le club est basé dans la ville de Alghero, dans la province de Sassari en Sardaigne.

## Noms successifs
- Depuis 2006 : Mercede Basket
- Avant 2006 : Terra Serda

## Entraîneurs successifs
- Depuis ? :  Miroslav Popov